# Litoria congenita
Litoria congenita (Yule Island tree frog en inglés) es una especie de anfibio anuro del género Litoria, de la familia Hylidae.

## Distribución geográfica
Es originaria de Indonesia y Papúa Nueva Guinea.
Miden de 3.5 a 4 cm de largo. Son marrones y verdes en color, con rayas. Tienen vientres blancos.  Los machos tienen pigmentación negra en sus gargantas.